# 吳樞
吳樞，字應辰，生於南宋時期，潮陽貴嶼人( 今屬汕頭市潮陽區貴嶼鎮 )。祖先出自潮陽蘆溪吳氏家族，為吳駒十一世孫。
於咸淳元年乙丑科登進士，其後擔任江西省南康錄事參軍。在抗元戰爭中響應文天祥號召，率族人及同鄉壯丁參軍。後文天祥與部眾在惠州海豐五坡嶺 ( 今屬汕尾市海豐縣 ) 遭遇元將張弘正率領的先頭部隊突襲，文天祥被俘，其餘包括吳應辰三兄弟皆戰死，